# توشيكي أوزاوا
توشيكي أوزاوا (باليابانية: 小澤俊樹) هو مصور ياباني، ولد في 1932 في طوكيو في اليابان.